# Гонконгская оборона
Оборона Гонконга (битва за Гонконг) — оборона  в декабре 1941 года британскими и канадскими войсками Гонконга от японских войск во время Второй мировой войны.
Одновременно с нападением на Перл-Харбор, силы Японской империи атаковали колонию Гонконг. Примерно в это же время Япония объявила войну Великобритании. Гарнизон Гонконга состоял из британских, индийских и канадских подразделений, а также вспомогательных подразделений обороны и Корпуса добровольческой обороны Гонконга.

## Предыстория
Из всех британских территорий на Востоке Гонконг был явно самым слабым звеном — порт Гонконг располагался на острове, прилегающем к полуострову Цзюлун, и находился всего в 640 километрах от японских авиационных баз на Формозе, в то время как от британской военно-морской базы в Сингапуре его отделяло 2575 километров.
По оценке комитета начальников штабов Великобритании, сделанной в начале 1937 года, среди наиболее вероятных противников Японии отводилось второе место после Германии. Был сделан вывод, что Сингапур, как и сама Великобритания, играет ключевую роль в судьбе Британского Содружества. Тем самым подчеркивалось, что никакие соображения по обеспечению интересов Великобритании в Средиземноморье не должны помешать в случае необходимости направить флот в Сингапур. Изучив положение Гонконга, начальники штабов пришли к следующим выводам:
- на переброску подкреплений потребуется не менее 90 дней;
- даже если усиленный гарнизон сможет удержать колонию, сам порт может быть нейтрализован японской авиацией, действующей с Формозы.

Несмотря на столь неутешительные выводы, исходя скорее из утешительных надежд, чем из реальной обстановки, начальники штабов отказались от логического вывода на том основании, что эвакуация гарнизона нанесёт репутационный урон Великобритании и лишит Китай моральной поддержки, необходимой для продолжения сопротивления японцам. Конечный вывод был следующим: Гонконг — это важный форпост, который следует защищать как можно дольше.
В 1939 году вывод о необходимости обороны Гонконга был подтверждён с оговоркой, что теперь защита британских интересов в Средиземноморье становится выше безопасности на Дальнем Востоке. В августе 1940, после падения Франции, новый состав комитета начальников штабов пришёл к выводу, что эффективная оборона Гонконга невозможна и гарнизон, состоявший на тот момент из четырёх батальонов, необходимо эвакуировать. Однако мер для эвакуации гарнизона предпринято не было, более того — через год комитет снова изменил точку зрения, рекомендовал Черчиллю принять предложение канадского правительства усилить гарнизон Гонконга двумя батальонами.

## Силы сторон

### Британская армия и союзники

#### Королевская артиллерия Гонконга и Сингапура
Батареи береговой обороны обеспечивали артиллерийскую поддержку наземным операциям, пока они не были выведены из строя или сдались. Королевская артиллерия Гонконга и Сингапура, которая была сформирована из войск, набранных из Индии, также понесла тяжелые потери во время битвы за Гонконг, и её имена увековечены на панелях у входа на военное кладбище Сай Ван: 144 убитых, 45 пропавших без вести и 103 раненых. 

#### Индийская армия
Батальон Раджпутского полка занял гарнизон в Гонконге в июне 1937 года, за ним последовал батальон Пенджабского полка в ноябре 1940 года.  Индийские войска также были включены в состав нескольких иноземных полков, таких как например, Гонконгско-Сингапурский королевский артиллерийский полк, в котором были индийские (сикхские) артиллеристы. Гонконгский корпус мулов почти полностью был укомплектован мусульманами-дограми и пенджабцами. Медицинский персонал Индийской медицинской службы оказал помощь раненым в бою. Бывшие военнослужащие из Индии, служившие охранниками в Гонконге, также понесли «ужасающе огромные» потери. 

#### Канадская армия
В конце 1941 года британское правительство приняло предложение канадского правительства направить батальон Королевских стрелков Канады (из Квебека) и одного из Виннипегских гренадеров (из Манитобы), а также штаб бригады (1975 человек личного состава) для усиления армии в Гонконге.
До отправки в Гонконг королевские стрелки Канады служили только в Доминионе Ньюфаундленд и Нью-Брансуик. Виннипегские гренадеры были переброшены на Ямайку. Лишь немногие канадские солдаты имели боевой опыт, однако они были хорошо экипированы. В батальонах было всего два противотанковых ружья и не было боеприпасов для 2-дюймовых и 3-дюймовых минометов, а также для сигнальных пистолетов. Их предполагалось доставить после прибытия в Гонконг.  Канадские силы также не получили свои транспортные средства, поскольку перевозившее их американское торговое судно «Сан-Хосе» в начале войны на Тихом океане было перенаправлено в Манилу, на Филиппинские острова, по запросу правительства США.

#### Королевский военно-морской флот Великобритании
Присутствие Королевского флота в Гонконге было символическим: три эсминца времён Первой мировой войны, четыре речных канонерских лодки, новый, но почти безоружный минный заградитель и 2-я флотилия моторных торпедных катеров. 

#### Королевские военно-воздушные силы Великобритании
База Королевских ВВС в гонконгском аэропорту Кайтак располагала всего пятью самолетами: двумя самолетами-амфибиями Supermarine Walrus и тремя устаревшими торпедоносцами-разведчиками Vickers Vildebeest, которыми управляли и обслуживали семь офицеров и 108 лётчиков. Запрос на истребительную эскадрилью для авиабазы был отклонён, а ближайшая полностью действующая база Королевских ВВС находилась в Кота-Бару, Малайя, почти в 2250 км.

#### Королевская морская пехота Великобритании
К береговой станции Tamar было прикреплено 40 морских пехотинцев. Когда началась битва, Королевская морская пехота сражалась против японских войск в Мэгэзин-Гэп вместе с Корпусом добровольческой обороны Гонконга и Королевскими инженерами. Они также расставили пулемёты на горе Кэмерон. 

#### Прочие силы
Китайскую военную миссию в Гонконге, созданную в 1938 году, возглавили контр-адмирал Эндрю Чан и его помощник капитан-лейтенант Генри Сюй .  Его цель заключалась в координации военных целей Китая с британцами в Гонконге.  Работая с британской полицией, Чан организовал пробританскую агентуру среди населения и искоренил триады, симпатизировавшие японцам. 

Отряд Сражающейся Франции под командованием капитана Родерика Эгаля из Шанхая, который случайно оказался в Гонконге, когда разразилась битва, сражался на электростанции Норт-Пойнт. Все они были ветеранами Первой мировой войны.

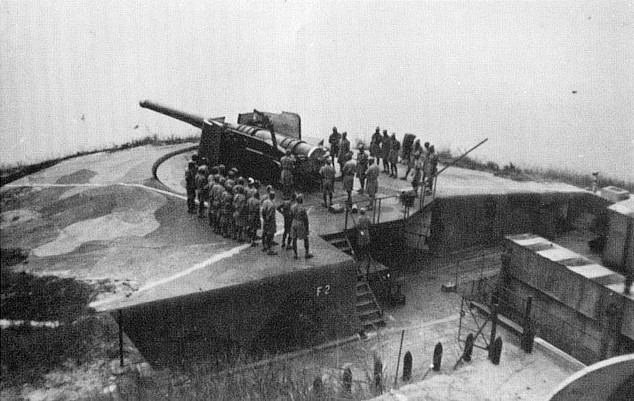
Индийские артиллеристы вооружены 9,2-дюймовой морской артиллерийской пушкой на батарее Маунт-Дэвис на острове Гонконг.
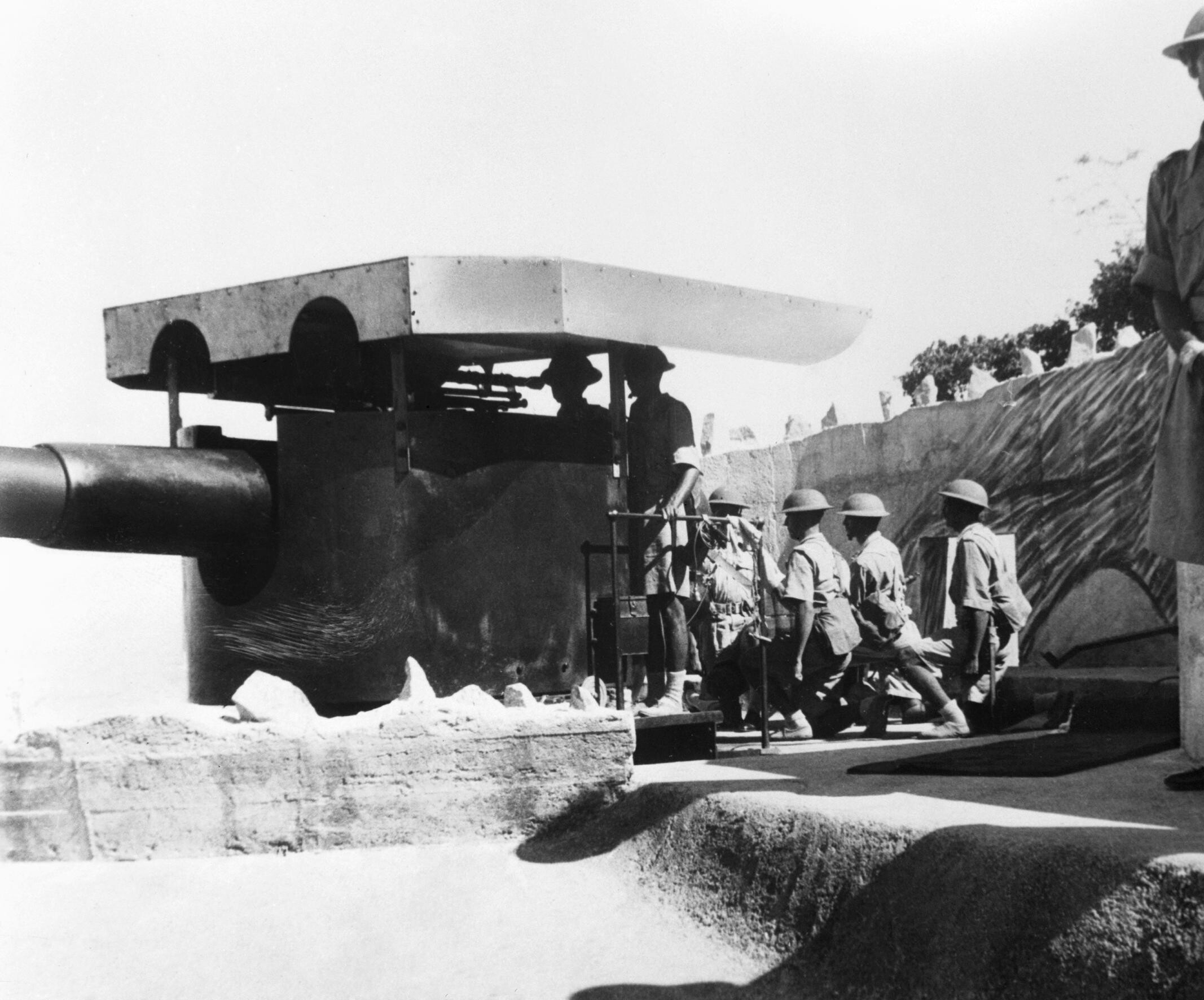
Индийские артиллеристы обороняют Гонконг
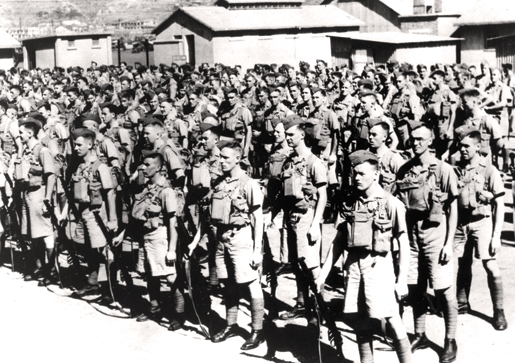
Канадская бригада в Гонконге, 16 ноября 1941
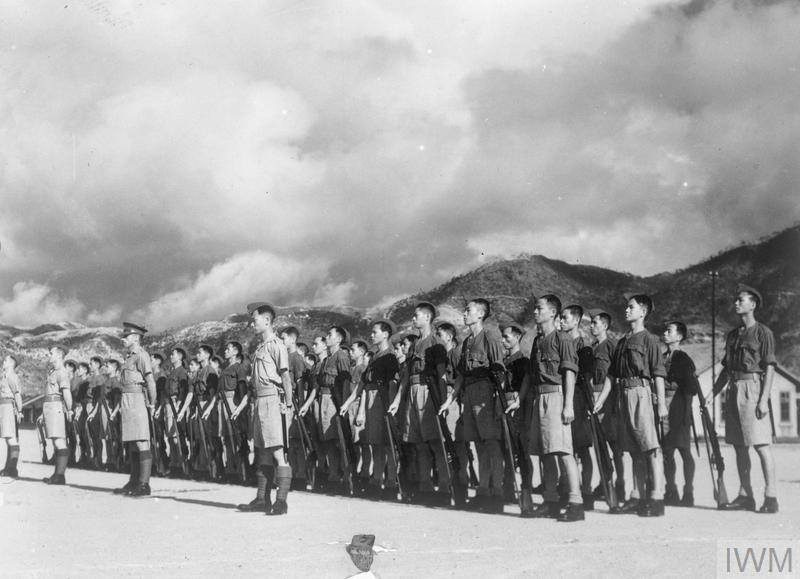
Китайский полк в Гонконге, 1941 год
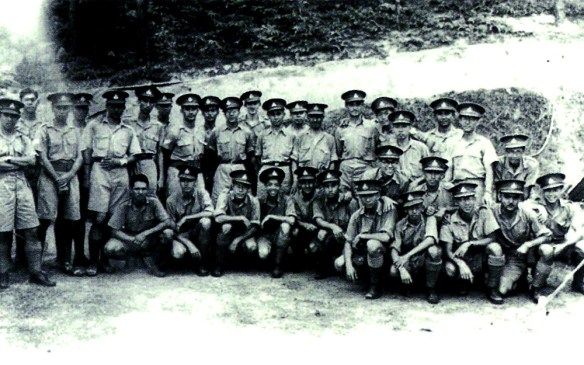
Корпус добровольческой обороны Гонконга, 1941 год

## Боевые действия

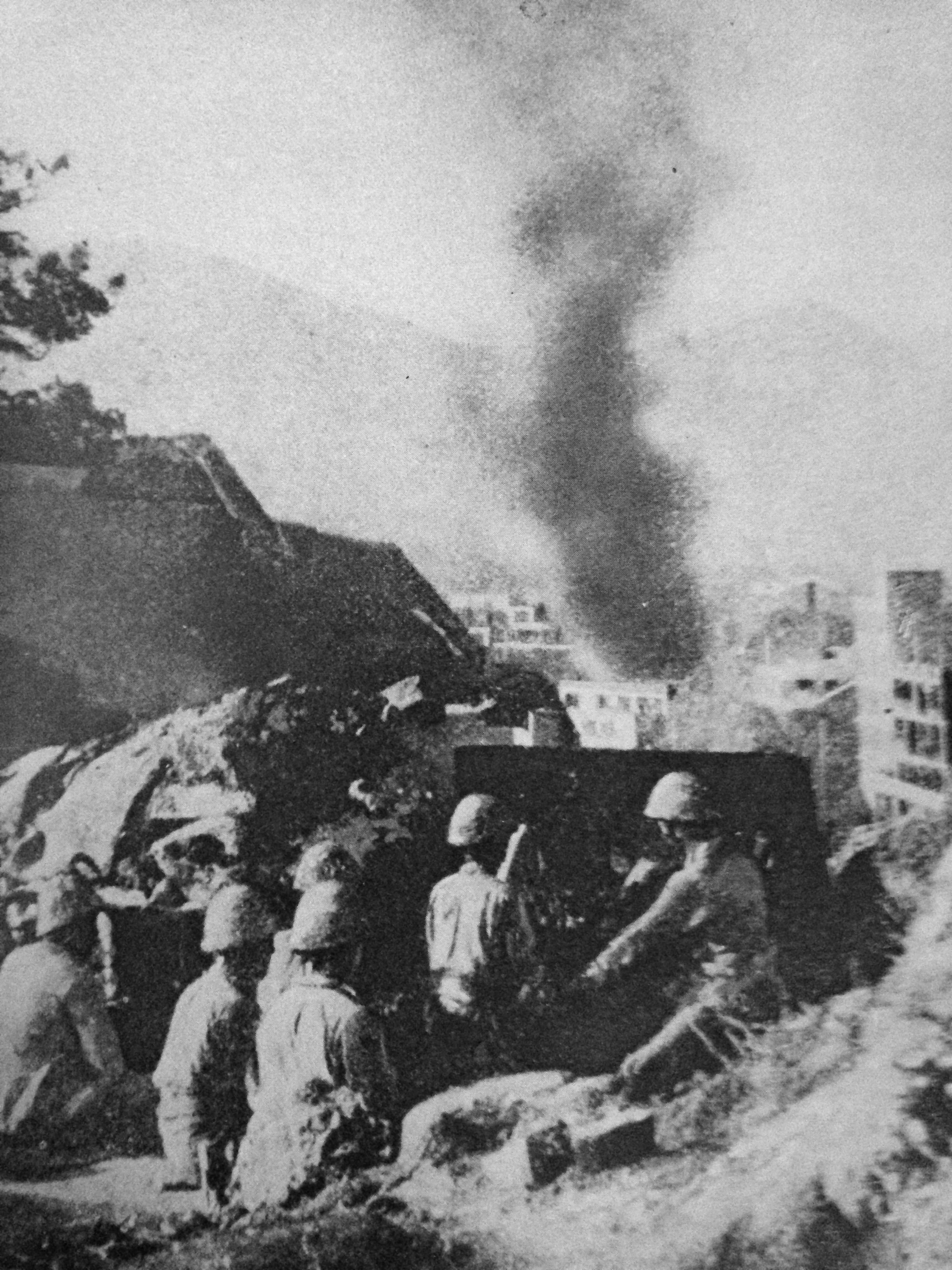
Японская артиллерия ведет огонь по Гонконгу

Наступление японцев на Гонконг началось 8 декабря. Его вела хорошо вооружённая японская группировка численностью более дивизии (12 батальонов) при мощном авиационном прикрытии и артиллерийской поддержке. 9 декабря британцы отошли на укреплённую линию Джиндринкерс на Цзюлуне, а уже утром 10 декабря японский отряд захватил там один из ключевых редутов. Британцы были вынуждены оставить линию Джиндринкерс и отойти на остров Гонконг.
Первые попытки форсировать пролив были отбиты, однако это привело к распылению сил обороняющихся. В ночь на 19 декабря главные силы японцев высадились на северо-востоке острова и вскоре нанесли удар в направлении мыса Дип-Уотер на юге, расколов силы союзников. 25 декабря сдалась одна союзная группировка, на следующее утро — вторая (раненые тоже попали в плен).

## Результаты
Несмотря на подкрепления, Гонконг продержался всего 18 дней, хотя оборона была рассчитана примерно на 2,5 месяца. Японцы потеряли около 3 тысяч человек, а захватили в плен почти весь гарнизон, состоявший почти из 15 тысяч человек. Началась японская оккупация Гонконга.